# عمرو خفاجي
عمرو خفاجي(1 أغسطس 1963 -) هو مذيع، وصحفي مصري، عمل كصحفي في مؤسسة روز اليوسف حتى عام 2000، قبل أن ينتقل للعمل بالتلفزيون، حيث شارك في إعداد وإنتاج وتقديم عدة برامج من أبرزها (العاشرة مساء، ستوديو صديق العمر)، وشارك في إنتاج فيلم رشة جريئة عام 2001.

## أعماله
- مقدم ورئيس تحرير برنامج "تلت التلاتة على شاشة ON TV
- مقدم ورئيس تحرير برنامج “مساء السبت” على شاشة ONTV سابقا
- منتج ومشرف على برنامج ” مع هيكل ” والذي يقدم تجربة حياة الأستاذ محمد حسنين هيكل ويبث منذ سنوات على قناة ” الجزيرة “.
- عمل صحفيا في مؤسسة روزاليوسف حتى عام 2000
- شارك في تأسيس العديد من الصحف والمجلات في مصر والعالم العربي ومنها صحيفة الشروق المصرية الشروق الجديد (جريدة مصرية)، وتولي رئاسة تحريرها في فترة من الفترات. كان ثاني رئيس تحرير لها بعد الكاتب عبد العظيم حماد عبد العظيم حماد
- كتب في عدة صحف ومجلات عربية منها ” الحياة ” اللندنية ، ” القبس ” الكويتية ، ” الخليج” الإماراتية
- كتب مقالات في النقد الرياضي بمجلة سوبر الرياضية منذ صدورها وستصدر هذه المقالات قريبا في كتاب بعنوان ” ديمقراطية كرة القدم “
- صدر له في 1993 كتاب بعنوان ” ملف عبد الحليم موسى ” يكشف قصة الوساطة بين الجماعات الإسلامية ووزارة الداخلية ، كما أنه كشف عن أول خروج لعبود الزمر من السجن والتفاوض معه بوساطة الشيخ الشعراوي .
- رئيس قنوات دريم ” سابقا ” وشارك في تأسيسها
- مؤسس وصاحب فكرة والمشرف على إنتاج ” العاشرة مساء ” ؛ أشهر برامج التوك شو في مصر منذ تأسيسه وحتى مايو 2007
- قدم العديد من البرامج التليفزيونية مثل ” واجة الصحافة ” على شاشة A.R.T حيث انفرد بعدد من الحوارات مع كبار الشخصيات في العالم العربي ، كم قدم البرنامج السينمائي النقدي ” “ستديو مصر “
- شارك في إطلاق أول برنامج ” توك شو ” في العالم العربي من خلال برنامج ” يا هلا ” على شاشة A.R.T وبعدها انطلقت هذه النوعية من البرامج إلى كافة القنوات الفضائية .
- مستشار لعدد من القنوات الفضائية العربية، كما شارك في تنفيذ البرامج الكبيرة بها مثل ” العندليب ” على M.B.C وشارك في تأسيس قناة الرأي في الكويت .
- قام بتغطية العديد من المهرجانات السينمائية سواء على المستوى العالمي أو العربي مثل ” كان ” و” فينسيا ” وغيرهما .
- قدم برنامجا تليفزيونيا عن الجيل السينمائي الجديد بعنوان ” بالألوان الطبيعية ” على شاشة قناة دريم أشهر القنوات الفضائية المصرية.
- نشر مئات المقالات النقدية عن الأفلام السينمائية العالمية والعربية والمصرية في معظم الدوريات والمجلات المتخصصة .
- نشر أول دراسة عن اقتصاديات صناعة السينما في مصر بمركز الأهرام للدراسات السياسية والاستيراتيجية.
- له كتاب بعنوان ” طائر السينما ” عن أعمال المؤلف السينمائي وحيد حامد
- عمل منتجا للفيلم السينمائي ( رشة جريئة ) 2001